# Паул Брайтнер
Паул Брайтнер (на немски: Paul Breitner) е бивш немски футболист, полузащитник. Играл е за Байерн Мюнхен, Реал Мадрид и Айнтрахт Брауншвайг. Световен и европейски шампион с отбора на ФРГ.

## Кариера
- 1970 – 1974 – Байерн Мюнхен – 109 мача, 17 гола
- 1974 – 1977 – Реал Мадрид – 84 мача, 10 гола
- 1977 – 1978 – Айнтрахт Брауншвайг – 30 мача, 10 гола
- 1978 – 1983 – Байерн Мюнхен – 146 мача, 66 гола

За националния отбор има 48 мача и 10 гола, където дебютира на 22 юни 1971 г.
Брайтнер работи като ТВ критик и колумнист. През март 2007 той подписва договор с Байерн Мюнхен и работи като съветник на различни издания.